# امیرخسرو افشار قاسملو
امیرخسرو افشار قاسملو (۱۲۹۸ – ۱۳۷۸) وزیر امورخارجه ایران در دولت جعفر شریف امامی و پیش از آن سفیر ایران در کشورهای انگلیس، فرانسه و آلمان غربی بود.
وی فرزند علی‌اکبر خان سیف‌السلطنه افشار بود و در شمیرانات تهران متولد شد. مادر وی از خانواده مستوفی‌ها بود. برادر وی محمد قاسم خان، خان افشار کابل بود. دوران متوسطه را در کالج البرز گذراند. بعد از تحصیل در آلمان، سوربن فرانسه، در نهایت لیسانس خود را از دانشگاه ژنو دریافت کرد. در وزارت خارجه کار خود را از اندیکاتوری شروع کرد. وی با خانم پرویندخت نیک‌پور فرزند عبدالحسین نیک‌پور رئیس اتاق بازرگانی تهران ازدواج کرد و صاحب سه فرزند به نامهای ایران، سودابه و اللهیار شد. در سال ۱۳۷۸ در لندن درگذشت و در همان شهر به خاک سپرده شد.